# Lygocoris viridis
Lygocoris viridis är en insektsart som först beskrevs av Carl Fredrik Fallén 1807.  Lygocoris viridis ingår i släktet Lygocoris, och familjen ängsskinnbaggar. Arten är reproducerande i Sverige.

## Bildgalleri

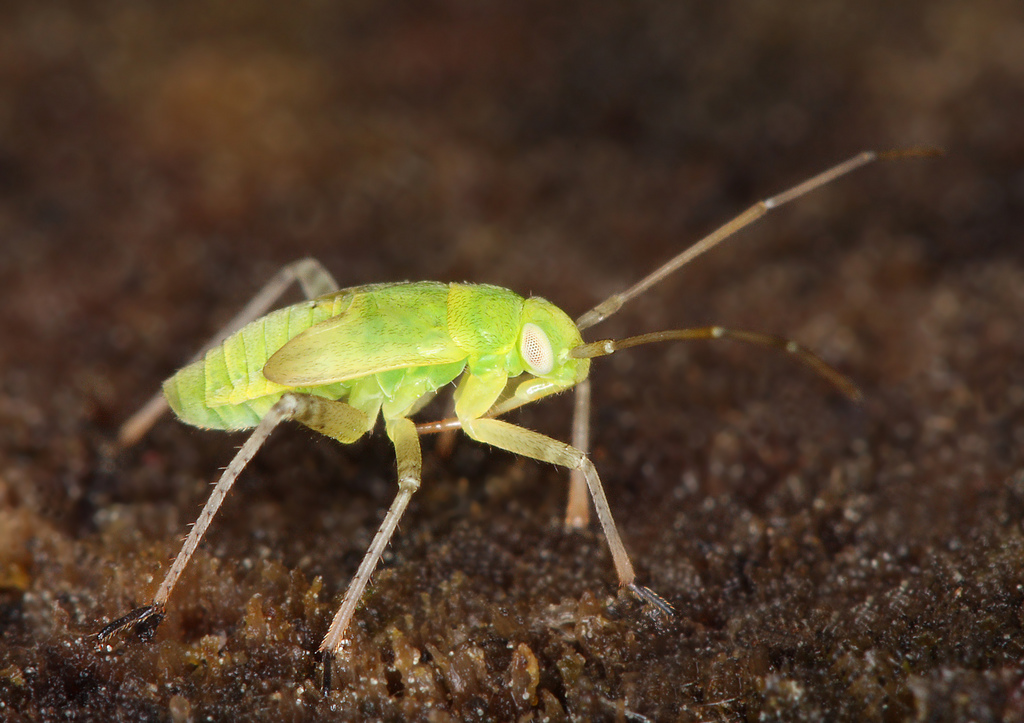